# Aliou Dieng
Aliou Dieng (Bamako, 16 ottobre 1997) è un calciatore maliano, centrocampista dell'Al-Ahly e della nazionale maliana.

## Caratteristiche tecniche
Vertice basso di centrocampo, in grado di dettare i ritmi di gioco e di impostare l'azione. A queste caratteristiche - avallato da forza fisica e da una notevole velocità - abbina doti da incontrista, che lo rendono prezioso in fase di non possesso.

## Carriera

### Club
Muove i suoi primi passi nelle giovanili del Djoliba, prima di approdare nel 2018 all'MC Alger, in Algeria. Il 5 luglio 2019 firma un quinquennale con l'Al-Ahly. Nel 2020 conquista uno storico treble, vincendo il campionato, la coppa nazionale e la CAF Champions League.
Il 26 luglio 2024 si trasferisce in prestito oneroso (500.000 euro) con diritto di riscatto all'Al-Kholood, nel campionato saudita.

### Nazionale
Ha giocato nella nazionale maliana Under-23.
Esordisce in nazionale maggiore il 5 luglio 2015 contro la Guinea-Bissau, incontro valido per le qualificazioni al Campionato delle Nazioni Africane 2016. Con la selezione maliana ha preso parte a due edizioni della Coppa d'Africa (2021, 2023).

## Statistiche

### Presenze e reti nei club
Statistiche aggiornate al 26 giugno 2025.
| Stagione        | Squadra         | Campionato      | Campionato | Campionato | Coppe nazionali | Coppe nazionali | Coppe nazionali | Coppe continentali | Coppe continentali | Coppe continentali | Altre coppe  | Altre coppe | Altre coppe | Totale | Totale |
| Stagione        | Squadra         | Comp            | Pres       | Reti       | Comp            | Pres            | Reti            | Comp               | Pres               | Reti               | Comp         | Pres        | Reti        | Pres   | Reti   |
| --------------- | --------------- | --------------- | ---------- | ---------- | --------------- | --------------- | --------------- | ------------------ | ------------------ | ------------------ | ------------ | ----------- | ----------- | ------ | ------ |
| 2016            | Djoliba         | PD              | ?          | ?          | CM              | ?               | ?               | -                  | -                  | -                  | -            | -           | -           | ?      | ?      |
| 2017            | Djoliba         | PD              | ?          | ?          | CM              | ?               | ?               | CCC                | 1                  | 0                  | -            | -           | -           | 1+     | 0+     |
| Totale Djoliba  | Totale Djoliba  | Totale Djoliba  | 20         | 0          |                 | ?               | ?               |                    | 1                  | 0                  |              | -           | -           | 21+    | 0+     |
| gen.-giu. 2018  | MC Alger        | L1              | 10         | 0          | CA              | 3               | 0               | CCL                | 8                  | 0                  | -            | -           | -           | 21     | 0      |
| 2018-2019       | MC Alger        | L1              | 27         | 1          | CA              | 2               | 0               | -                  | -                  | -                  | ACC          | 2           | 0           | 31     | 1      |
| Totale MC Alger | Totale MC Alger | Totale MC Alger | 37         | 1          |                 | 5               | 0               |                    | 8                  | 0                  |              | 2           | 0           | 52     | 1      |
| 2019-2020       | Al-Ahly         | PL              | 26         | 1          | CE              | 3               | 0               | CCL                | 12                 | 1                  | SE           | 1           | 0           | 42     | 2      |
| 2020-2021       | Al-Ahly         | PL              | 33         | 0          | CE              | 4               | 0               | CCL                | 13                 | 1                  | SE+SA+Cmc    | 0+1+3       | 0           | 54     | 1      |
| 2021-2022       | Al-Ahly         | PL              | 21         | 2          | CE+CdL          | 4+0             | 0               | CCL                | 13                 | 0                  | SE+SA+Cmc    | 0+1+3       | 0           | 42     | 2      |
| 2022-2023       | Al-Ahly         | PL              | 29         | 2          | CE+CdL          | 4+0             | 0               | CCL                | 13                 | 0                  | SE+Cmc       | 1+4         | 0           | 51     | 2      |
| 2023-2024       | Al-Ahly         | PL              | 13         | 0          | CE              | 1               | 0               | AFL+CCL            | 4+5                | 0                  | SE+SA+Cmc    | 0+1+1       | 0           | 25     | 0      |
| 2024-mag. 2025  | Al-Kholood      | SPL             | 30         | 3          | KC              | 1               | 0               | -                  | -                  | -                  | -            | -           | -           | 31     | 3      |
| giu. 2025       | Al-Ahly         | PL              | -          | -          | CE+CdL          | -               | -               | CCL                | -                  | -                  | SE+SA+CI+Cmc | 0+0+0+1     | 0+0+0+1     | 1      | 1      |
| Totale Al-Ahly  | Totale Al-Ahly  | Totale Al-Ahly  | 122        | 5          |                 | 16              | 0               |                    | 60                 | 2                  |              | 17          | 0           | 215    | 7      |
| Totale carriera | Totale carriera | Totale carriera | 189        | 9          |                 | 22              | 0               |                    | 69                 | 2                  |              | 19          | 0           | 299    | 11     |

### Cronologia presenze e reti in nazionale
| Cronologia completa delle presenze e delle reti in nazionale ― Mali | Cronologia completa delle presenze e delle reti in nazionale ― Mali | Cronologia completa delle presenze e delle reti in nazionale ― Mali | Cronologia completa delle presenze e delle reti in nazionale ― Mali | Cronologia completa delle presenze e delle reti in nazionale ― Mali | Cronologia completa delle presenze e delle reti in nazionale ― Mali | Cronologia completa delle presenze e delle reti in nazionale ― Mali | Cronologia completa delle presenze e delle reti in nazionale ― Mali |
| Data                                                                | Città                                                               | In casa                                                             | Risultato                                                           | Ospiti                                                              | Competizione                                                        | Reti                                                                | Note                                                                |
| ------------------------------------------------------------------- | ------------------------------------------------------------------- | ------------------------------------------------------------------- | ------------------------------------------------------------------- | ------------------------------------------------------------------- | ------------------------------------------------------------------- | ------------------------------------------------------------------- | ------------------------------------------------------------------- |
| 5-7-2015                                                            | Bamako                                                              | Mali                                                                | 3 – 1                                                               | Guinea-Bissau                                                       | Q. Campionato delle Nazioni Africane 2016                           | -                                                                   |                                                                     |
| 18-10-2015                                                          | Bamako                                                              | Mali                                                                | 2 – 1                                                               | Mauritania                                                          | Q. Campionato delle Nazioni Africane 2016                           | -                                                                   |                                                                     |
| 23-1-2016                                                           | Gisenyi                                                             | Zimbabwe                                                            | 0 – 1                                                               | Mali                                                                | Campionato delle Nazioni Africane 2016 - 1º turno                   | -                                                                   | 59’                                                                 |
| 27-1-2016                                                           | Gisenyi                                                             | Zambia                                                              | 0 – 0                                                               | Mali                                                                | Campionato delle Nazioni Africane 2016 - 1º turno                   | -                                                                   |                                                                     |
| 31-1-2016                                                           | Kigali                                                              | Tunisia                                                             | 1 – 2                                                               | Mali                                                                | Campionato delle Nazioni Africane 2016 - Quarti di finale           | 1                                                                   |                                                                     |
| 4-2-2016                                                            | Kigali                                                              | Mali                                                                | 1 – 0                                                               | Costa d'Avorio                                                      | Campionato delle Nazioni Africane 2016 - Semifinale                 | -                                                                   |                                                                     |
| 7-2-2016                                                            | Kigali                                                              | RD del Congo                                                        | 3 – 0                                                               | Mali                                                                | Campionato delle Nazioni Africane 2016 - Finale                     | -                                                                   |                                                                     |
| 15-7-2017                                                           | Bakau                                                               | Gambia                                                              | 0 – 0                                                               | Mali                                                                | Q. Campionato delle Nazioni Africane 2018                           | -                                                                   | 90’                                                                 |
| 22-7-2017                                                           | Bamako                                                              | Mali                                                                | 4 – 0                                                               | Gambia                                                              | Q. Campionato delle Nazioni Africane 2018                           | -                                                                   | 89’                                                                 |
| 6-8-2017                                                            | Dakar                                                               | Senegal                                                             | 1 – 0                                                               | Mali                                                                | Amichevole                                                          | -                                                                   |                                                                     |
| 12-8-2017                                                           | Bakau                                                               | Mauritania                                                          | 2 – 2                                                               | Mali                                                                | Q. Campionato delle Nazioni Africane 2018                           | -                                                                   | 51’                                                                 |
| 19-8-2017                                                           | Bamako                                                              | Mali                                                                | 0 – 1                                                               | Mauritania                                                          | Q. Campionato delle Nazioni Africane 2018                           | -                                                                   |                                                                     |
| 17-11-2020                                                          | Windhoek                                                            | Namibia                                                             | 1 – 2                                                               | Mali                                                                | Qual. Coppa d'Africa 2021                                           | -                                                                   | 60’                                                                 |
| 24-3-2021                                                           | Conakry                                                             | Guinea                                                              | 1 – 0                                                               | Mali                                                                | Qual. Coppa d'Africa 2021                                           | -                                                                   |                                                                     |
| 6-6-2021                                                            | Blida                                                               | Algeria                                                             | 1 – 0                                                               | Mali                                                                | Amichevole                                                          | -                                                                   |                                                                     |
| 11-6-2021                                                           | Tunisi                                                              | Mali                                                                | 1 – 1                                                               | RD del Congo                                                        | Amichevole                                                          | -                                                                   | 64’                                                                 |
| 15-6-2021                                                           | Radès                                                               | Tunisia                                                             | 1 – 0                                                               | Mali                                                                | Amichevole                                                          | -                                                                   | 61’                                                                 |
| 1-9-2021                                                            | Agadir                                                              | Mali                                                                | 1 – 0                                                               | Ruanda                                                              | Qual. Mondiali 2022                                                 | -                                                                   | 55’                                                                 |
| 11-11-2021                                                          | Kigali                                                              | Ruanda                                                              | 0 – 3                                                               | Mali                                                                | Qual. Mondiali 2022                                                 | -                                                                   |                                                                     |
| 14-11-2021                                                          | Agadir                                                              | Mali                                                                | 1 – 0                                                               | Uganda                                                              | Qual. Mondiali 2022                                                 | -                                                                   | 68’                                                                 |
| 20-1-2022                                                           | Douala                                                              | Mali                                                                | 2 – 0                                                               | Mauritania                                                          | Coppa d'Africa 2021 - 1º turno                                      | -                                                                   | 82’                                                                 |
| 26-1-2022                                                           | Limbe                                                               | Mali                                                                | 0 – 0 dts (5 – 6 dtr)                                               | Guinea Equatoriale                                                  | Coppa d'Africa 2021 - Ottavi di finale                              | -                                                                   | 108’                                                                |
| 29-3-2022                                                           | Radès                                                               | Tunisia                                                             | 0 – 0                                                               | Mali                                                                | Qual. Mondiali 2022                                                 | -                                                                   | 73’                                                                 |
| 4-6-2022                                                            | Bamako                                                              | Mali                                                                | 4 – 0                                                               | Rep. del Congo                                                      | Qual. Coppa d'Africa 2023                                           | -                                                                   | 55’                                                                 |
| 9-6-2022                                                            | Kampala                                                             | Sudan del Sud                                                       | 1 – 3                                                               | Mali                                                                | Qual. Coppa d'Africa 2023                                           | 1                                                                   | 84’                                                                 |
| 23-9-2022                                                           | Bamako                                                              | Mali                                                                | 1 – 0                                                               | Zambia                                                              | Amichevole                                                          | -                                                                   | 63’                                                                 |
| 26-9-2022                                                           | Bamako                                                              | Mali                                                                | 0 – 0                                                               | Zambia                                                              | Amichevole                                                          | -                                                                   |                                                                     |
| 24-3-2023                                                           | Bamako                                                              | Mali                                                                | 2 – 0                                                               | Gambia                                                              | Qual. Coppa d'Africa 2023                                           | -                                                                   |                                                                     |
| 28-3-2023                                                           | Casablanca                                                          | Gambia                                                              | 1 – 0                                                               | Mali                                                                | Qual. Coppa d'Africa 2023                                           | -                                                                   | 58’                                                                 |
| 18-6-2023                                                           | Brazzaville                                                         | Rep. del Congo                                                      | 0 – 2                                                               | Mali                                                                | Qual. Coppa d'Africa 2023                                           | -                                                                   | 70’                                                                 |
| 8-9-2023                                                            | Bamako                                                              | Mali                                                                | 4 – 0                                                               | Sudan del Sud                                                       | Qual. Coppa d'Africa 2023                                           | -                                                                   |                                                                     |
| 13-10-2023                                                          | Bamako                                                              | Mali                                                                | 1 – 0                                                               | Uganda                                                              | Amichevole                                                          | -                                                                   |                                                                     |
| 17-11-2023                                                          | Bamako                                                              | Mali                                                                | 3 – 1                                                               | Ciad                                                                | Qual. Mondiali 2026                                                 | -                                                                   | 58’                                                                 |
| 16-1-2024                                                           | Korhogo                                                             | Mali                                                                | 2 – 0                                                               | Sudafrica                                                           | Coppa d'Africa 2023 - 1º turno                                      | -                                                                   | 78’                                                                 |
| 24-1-2024                                                           | San-Pédro                                                           | Namibia                                                             | 0 – 0                                                               | Mali                                                                | Coppa d'Africa 2023 - 1º turno                                      | -                                                                   | 68’                                                                 |
| 11-6-2024                                                           | Johannesburg                                                        | Madagascar                                                          | 0 – 0                                                               | Mali                                                                | Qual. Mondiali 2026                                                 | -                                                                   | 71’                                                                 |
| 6-9-2024                                                            | Bamako                                                              | Mali                                                                | 1 – 1                                                               | Mozambico                                                           | Qual. Coppa d'Africa 2025                                           | -                                                                   |                                                                     |
| 10-9-2024                                                           | Mbombela                                                            | eSwatini                                                            | 0 – 1                                                               | Mali                                                                | Qual. Coppa d'Africa 2025                                           | -                                                                   |                                                                     |
| 11-10-2024                                                          | Bamako                                                              | Mali                                                                | 1 – 0                                                               | Guinea-Bissau                                                       | Qual. Coppa d'Africa 2025                                           | -                                                                   |                                                                     |
| 15-10-2024                                                          | Bissau                                                              | Guinea-Bissau                                                       | 0 – 0                                                               | Mali                                                                | Qual. Coppa d'Africa 2025                                           | -                                                                   |                                                                     |
| 15-11-2024                                                          | Maputo                                                              | Mozambico                                                           | 0 – 1                                                               | Mali                                                                | Qual. Coppa d'Africa 2025                                           | -                                                                   |                                                                     |
| 19-11-2024                                                          | Bamako                                                              | Mali                                                                | 6 – 0                                                               | eSwatini                                                            | Qual. Coppa d'Africa 2025                                           | -                                                                   |                                                                     |
| 20-3-2025                                                           | Berkane                                                             | Comore                                                              | 0 – 3                                                               | Mali                                                                | Qual. Mondiali 2026                                                 | -                                                                   |                                                                     |
| 24-3-2025                                                           | Casablanca                                                          | Rep. Centrafricana                                                  | 0 – 0                                                               | Mali                                                                | Qual. Mondiali 2026                                                 | -                                                                   |                                                                     |
| 5-6-2025                                                            | Orléans                                                             | RD del Congo                                                        | 1 – 0                                                               | Mali                                                                | Amichevole                                                          | -                                                                   | Cap.                                                                |
| Totale                                                              |                                                                     | Presenze                                                            | 45                                                                  |                                                                     | Reti                                                                | 2                                                                   |                                                                     |

## Palmarès

### Club

#### Competizioni nazionali
- Campionato egiziano: 3

Al-Ahly: 2019-2020, 2022-2023, 2023-2024
- Coppa d'Egitto: 3

Al-Ahly: 2019-2020, 2021-2022, 2022-2023
- Supercoppa d'Egitto: 4

Al-Ahly: 2018, 2021, 2022, 2023

#### Competizioni internazionali
- CAF Champions League: 4

Al-Ahly: 2019-2020, 2020-2021, 2022-2023,  2023-2024
- Supercoppa CAF: 2

Al-Ahly: 2020, 2021

### Individuale
- Miglior giocatore della Supercoppa CAF: 1

2023